# Ralf Rausch
Ralf Rausch (* 17. September 1964) ist ein deutscher Badmintonspieler.

## Karriere
Ralf Rausch gewann 1983 bei der Junioreneuropameisterschaft Bronze im Mixed. 1988 wurde er deutscher Meister im Mixed, 1989 und 1991 im Herrendoppel. 1988 siegte er bei den Swiss Open, 1989 bei den Austrian International.

## Sportliche Erfolge
| Saison    | Veranstaltung                    | Disziplin    | Platz | Name                                                                                       |
| --------- | -------------------------------- | ------------ | ----- | ------------------------------------------------------------------------------------------ |
| 1978/1979 | Deutsche Einzelmeisterschaft U14 | Herrendoppel | 2     | Michael Fischedick (Bottroper BG) / Ralf Rausch (Bayer 05 Uerdingen)                       |
| 1980/1981 | Deutsche Einzelmeisterschaft U16 | Herrendoppel | 1     | Michael Fischedick / Ralf Rausch (Bottroper BG / SC Bayer 05 Uerdingen)                    |
| 1981/1982 | Deutsche Einzelmeisterschaft U18 | Mixed        | 1     | Ralf Rausch / Katja Meiert (SC Bayer 05 Uerdingen)                                         |
| 1981/1982 | Deutsche Einzelmeisterschaft U18 | Herrendoppel | 2     | Ralf Rausch (Bayer 05 Uerdingen) / Michael Fischedick (Bottroper BG)                       |
| 1982/1983 | Deutsche Einzelmeisterschaft U18 | Herrendoppel | 1     | Michael Fischedick / Ralf Rausch (Bottroper BG / SC Bayer 05 Uerdingen)                    |
| 1983      | Junioren-Europameisterschaft     | Mixed        | 3     | Ralf Rausch / Susanne Altmann                                                              |
| 1984/1985 | Deutsche Einzelmeisterschaft     | Herrendoppel | 3     | Ralf Rausch (FC Bayer 05 Uerdingen) / Guido Schänzler (TTC Brauweiler)                     |
| 1984/1985 | Deutsche Einzelmeisterschaft U22 | Herrendoppel | 1     | Guido Schänzler / Ralf Rausch (TTC Brauweiler 1948 / SC Bayer 05 Uerdingen)                |
| 1985/1986 | Deutsche Einzelmeisterschaft U22 | Herrendoppel | 1     | Guido Schänzler / Ralf Rausch (TTC Brauweiler 1948 / SC Bayer 05 Uerdingen)                |
| 1986/1987 | Deutsche Einzelmeisterschaft     | Herrendoppel | 2     | Ralf Rausch / Volker Eiber (FC Bayer 05 Uerdingen / TuS Wiebelskirchen)                    |
| 1986/1987 | Deutsche Einzelmeisterschaft U22 | Herrendoppel | 1     | Ralf Rausch / Bernd Schwitzgebel (SC Bayer 05 Uerdingen / TuS Wiebelskirchen)              |
| 1986/1987 | Deutsche Einzelmeisterschaft U22 | Mixed        | 2     | Ralf Rausch / Christine Skropke (FC Bayer 05 Uerdingen)                                    |
| 1986/1987 | Deutsche Einzelmeisterschaft     | Mixed        | 2     | Ralf Rausch / Christine Skropke (FC Bayer 05 Uerdingen)                                    |
| 1987/1988 | Deutsche Einzelmeisterschaft     | Mixed        | 1     | Ralf Rausch / Christine Skropke (FC Bayer 05 Uerdingen)                                    |
| 1987/1988 | Deutsche Einzelmeisterschaft     | Herrendoppel | 3     | Christian Diekmann / Ralf Rausch (FC Bayer 05 Uerdingen)                                   |
| 1988      | Swiss Open                       | Mixed        | 1     | Ralf Rausch / Christine Skropke                                                            |
| 1988/1989 | Deutsche Einzelmeisterschaft     | Herrendoppel | 1     | Harald Klauer / Ralf Rausch (1. DBC Bonn / FC Bayer 05 Uerdingen)                          |
| 1989      | Austrian International           | Herrendoppel | 1     | Ralf Rausch / Volker Eiber (GER)                                                           |
| 1990/1991 | Deutsche Einzelmeisterschaft     | Herrendoppel | 1     | Volker Eiber / Ralf Rausch (FC Bayer 05 Uerdingen)                                         |
| 1991/1992 | Deutsche Einzelmeisterschaft     | Herrendoppel | 3     | Volker Eiber / Ralf Rausch (FC Bayer 05 Uerdingen / BC Eintracht Südring Berlin)           |
| 1992/1993 | Deutsche Einzelmeisterschaft     | Mixed        | 3     | Ralf Rausch / Petra Dieris-Wiereichs (BC Eintracht Südring Berlin / FC Bayer 05 Uerdingen) |